# غابرييل فرزيتي
غابرييل فرزيتي (بالإيطالية: Gabriele Ferzetti)‏ هو ممثل إيطالي بدأ مسيرته الفنية عام 1942.

## الأعمال
- لافينتورا (1960)
- حدث ذات مرة في الغرب (1968)
- في الخدمة السرية لجلالتها (1969)
- هتلر: الأيام العشر الأخيرة (1973)
- اباسیوناتا (1974)
- البواب الليلي (1974)

## وصلات خارجية
- غابرييل فرزيتي على موقع IMDb (الإنجليزية)
- غابرييل فرزيتي على موقع الموسوعة البريطانية (الإنجليزية)
- غابرييل فرزيتي على موقع ألو سيني (الفرنسية)
- غابرييل فرزيتي على موقع أول موفي (الإنجليزية)
- غابرييل فرزيتي على موقع قاعدة بيانات الأفلام السويدية (السويدية)
- غابرييل فرزيتي على موقع ديسكوغز (الإنجليزية)
- غابرييل فرزيتي على موقع قاعدة بيانات الفيلم (الإنجليزية)
- غابرييل فرزيتي على موقع كينوبويسك (الروسية)